# سوناكوم سفير

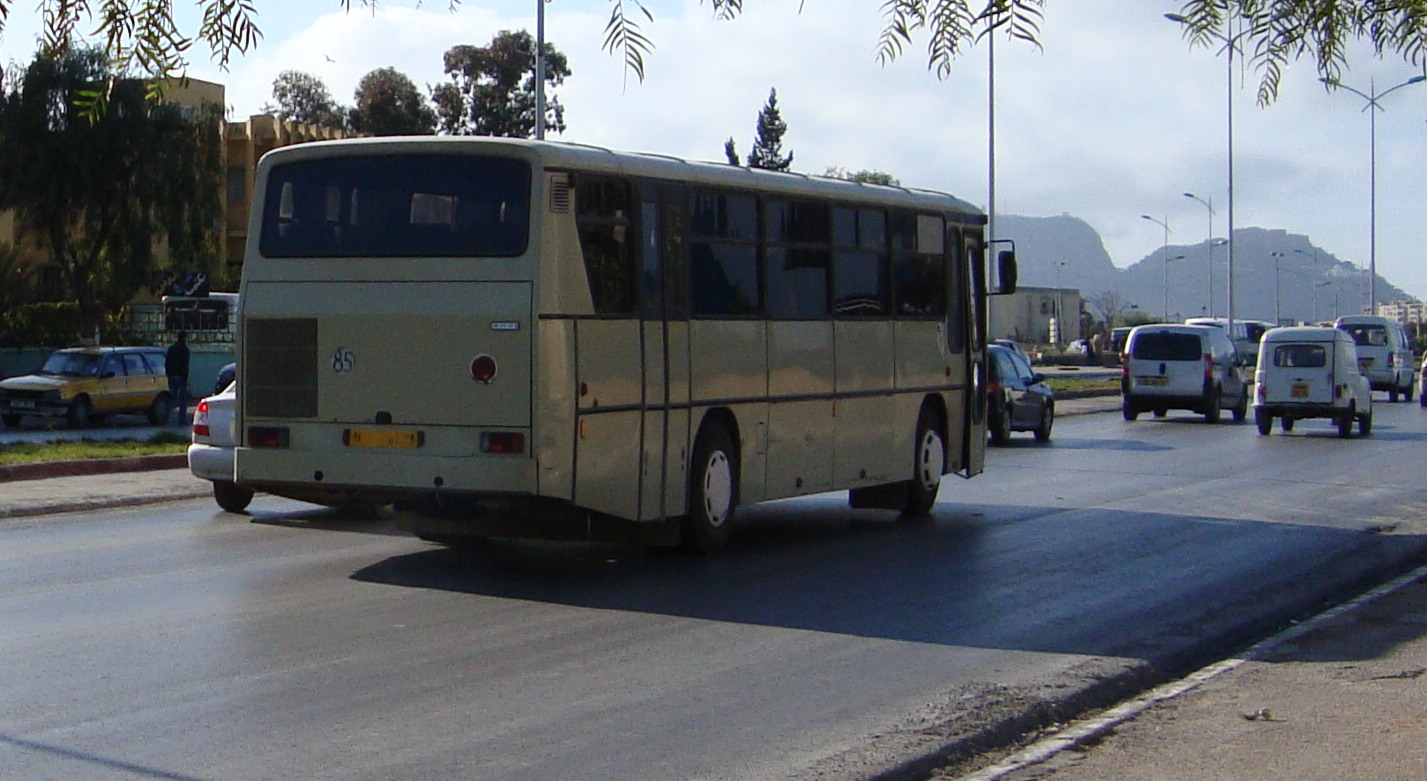
سوناكوم سفير

## تقديم
كان أول ظهور لهاته الحافلة سنة 2001 من خلال معرض سافكس بالجزائر العاصمة ، و قد تم تصميمها للرحلات الطويلة بما أنها قوية وهادئة و مريحة، الحصة الكبيرة من هاته الحافلات يتم إستخدامها من طرف شركة سوتراز والجيش .
قدمة الشركة سفير الجديد في نوعين : فنك لاين والسفير نوميديا الفاخرة مستعرضة في مركز المؤتمرات في وهران (فندق الميريديان) الاثنين 23 فبراير إلى 25 فبراير 2015 المعرض الدولي الثاني للنقل والخدمات الخدمات اللوجستية والتنقل.
منذ خروجها من المصنع، لاحظنا أن المحرك هو نفسه الدي يتم استخدامه في نموذج آخر في "100L6" هو محرك C300-20 الكومينز المحرك يخرج قوة 300 حصان، الشائعات التي تروج داخل مصنع ان نموذج الإنتاج سيزود بمحرك ديزل جنرال موتورز (جنرال موتورز)، ولكن لا شيء رسمي حتى الآن.
المشروع هو إعادة شعار نسخة (lion Tezauto (tezeller التركية، الذي لا تعرف في الوسط الجزائري.
الشركة الوطنية للعربات الصناعية، تلعب دور جديد لتقليص الاستيراد وتشجيع المنتوج الوطني سياسة اعتمدة عليها كبار المصنيعين على سبيل المثال جنرال موتورز وتويوتا، ويرى بوضوح أن سفير الجديد لديه كثيرا القطع مشتركة مع : اman lion، مرسيدس بنز Travego وحافلة Setra.

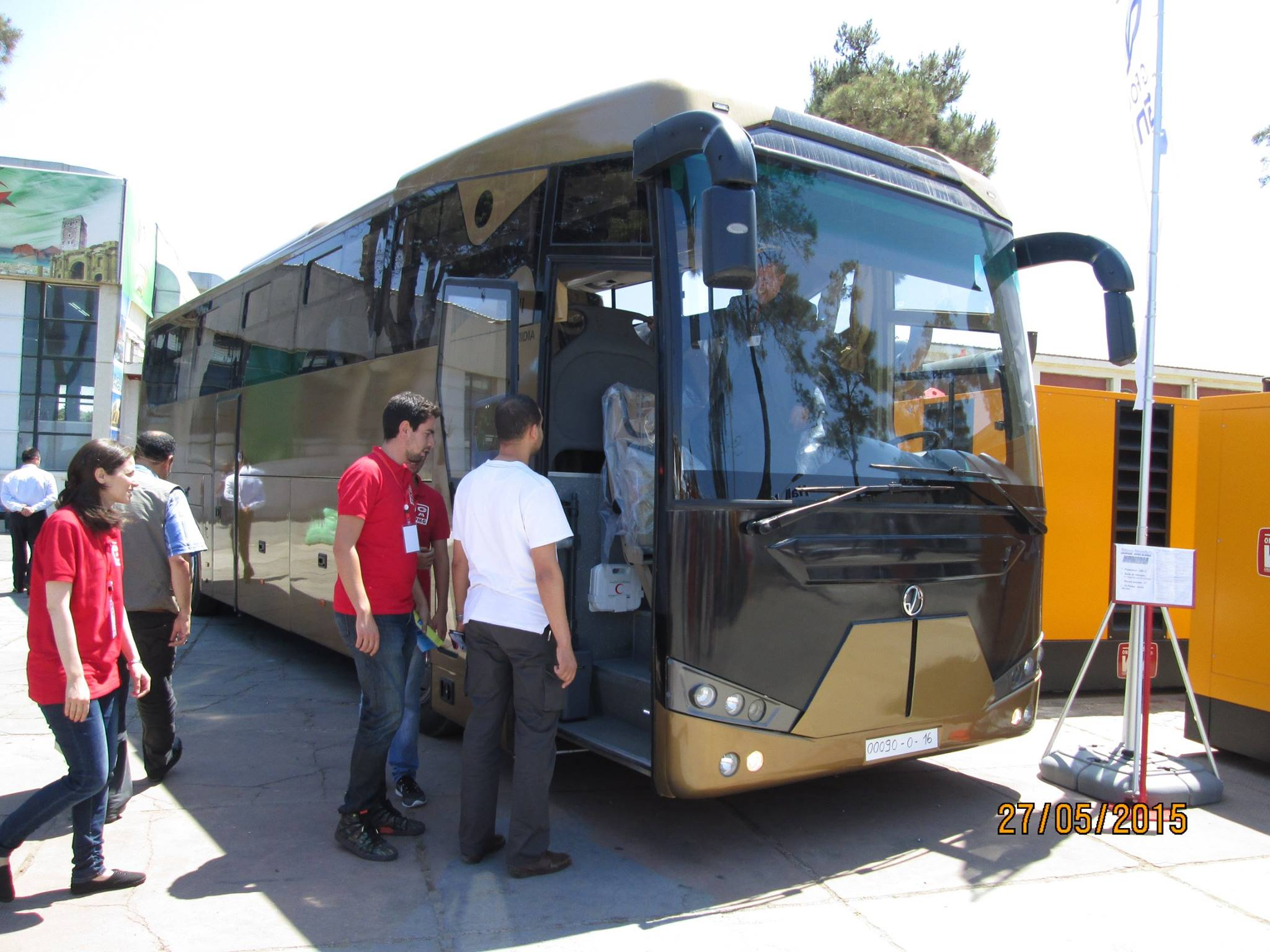
سفير نوميديا

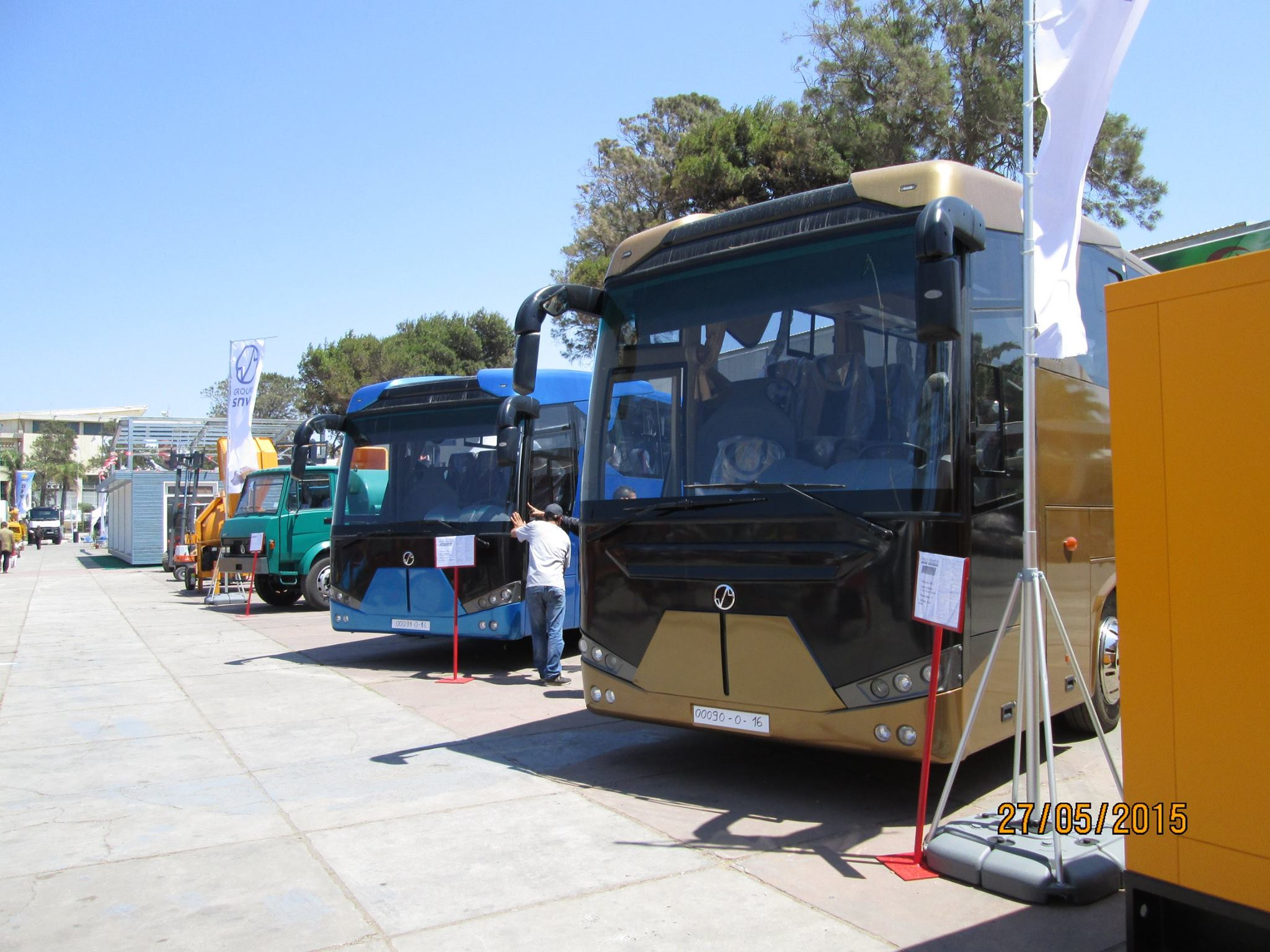
سفير نوميديا و فنك

## التصميم
- الحافلة من تصميم جزائري .
- الحافلتين فنك ونوميديا من تصميم تركي.

## من أبرز منافسيها
- Hyundai Universe [الإنجليزية] .
- Daewoo BH120 .
- Nissan UD